# 福島県道219号会津本郷停車場上米塚線

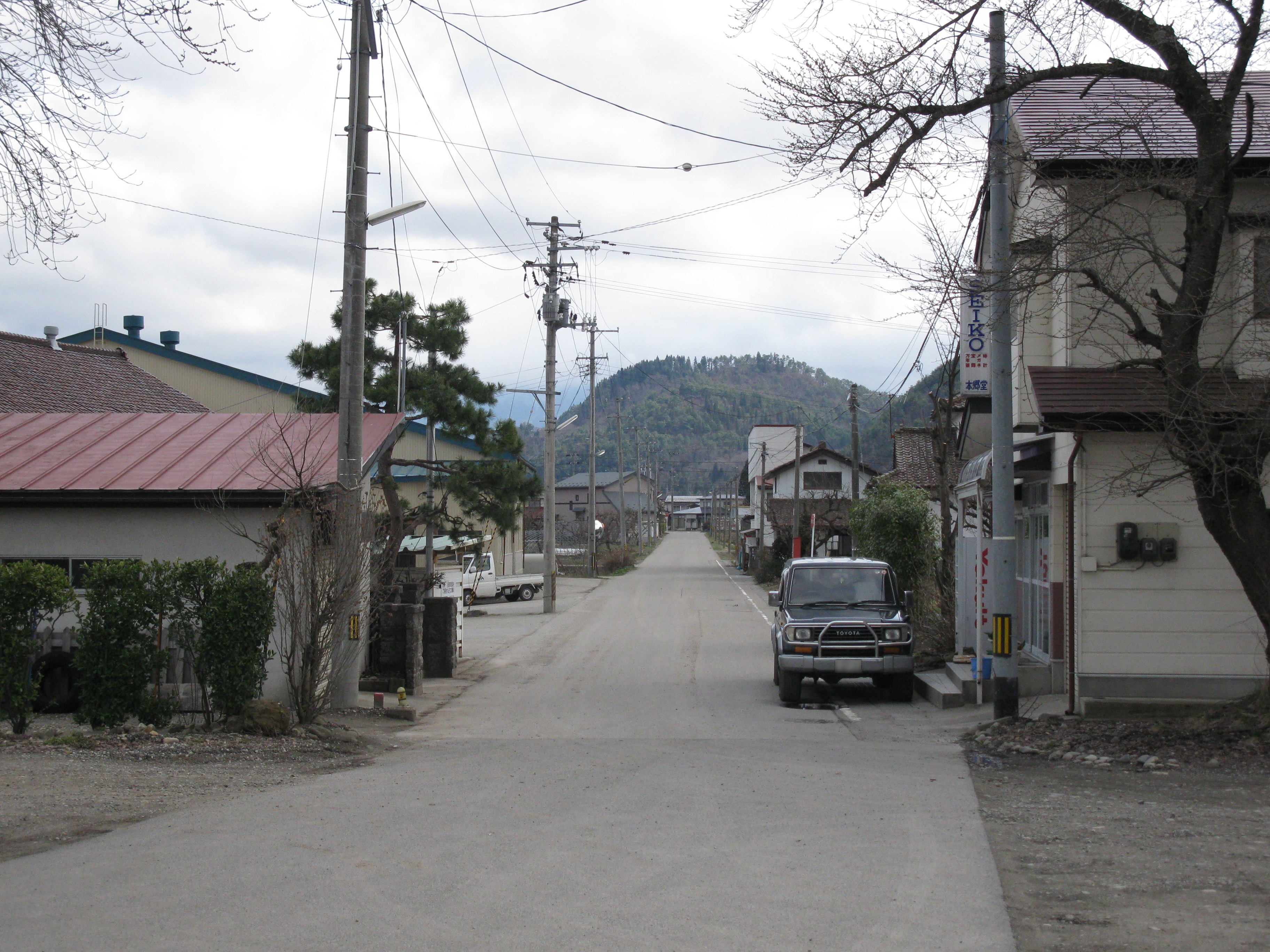
福島県道219号

福島県道219号会津本郷停車場上米塚線線（ふくしまけんどう219ごう あいづほんごうていしゃじょう かみよねづかせん）は、福島県会津若松市から大沼郡会津美里町に至る一般県道である。

## 路線概要
- 起点：会津若松市北会津町上米塚（JR只見線 会津本郷駅前）
- 終点：会津美里町新町
- 総延長：825 m[1]
  - 実延長：総延長に同じ
- 路線認定年月日：1959年8月31日[2]

会津本郷駅が旧会津本郷町域からわずかに外れた旧北会津村域に存在するため、当路線起点のすぐ南側に会津若松市北会津町上米塚と会津美里町駅前の市町境がある。当路線を境に西側が会津美里町、東側が会津若松市であり、300 mほど進み旧日光街道と合流する五差路にて当路線と沿線が完全に会津美里町域に入る。

## 通過する自治体
- 会津若松市 - 大沼郡会津美里町

## 接続・交差する道路
- 福島県道128号会津若松会津高田線・福島県道130号会津高田会津本郷線（会津美里町新町 終点）

## 沿線
- JR只見線 会津本郷駅
- 熊野神社